# Tomasz Brożyna
Tomasz Krzysztof Brożyna (ur. 19 września 1970 w Bielinach k. Kielc) – polski kolarz szosowy, zawodowy od 1996; olimpijczyk z Atlanty (1996) i Aten (2004). Wielokrotny mistrz i reprezentant Polski.
Kolarstwo uprawia również jego syn, Piotr Brożyna.

## Kariera sportowa

### Zespoły
Jego pierwszym klubem był Spartakus Daleszyce. Od 1987 do 1992 jeździł w Koronie Kielce, następnie DEK Radio Kielce (1993), DEK Meble-Cyclo Korona Kielce (1994) i DEK Meble Joko Romar (1995). W 1996 został kolarzem zawodowej grupy US Postal Service Montgomery i jeździł w niej do 1997. Następnie był zawodnikiem grup Mróz (1998–1999), Banesto (1999–2002), CCC Polsat (2003) oraz ponownie grupy Mróz, występującej w 2004 pod nazwą Action-Ati, a w 2005 pod nazwą Intel-Action.

### Sukcesy

#### Mistrzostwa Polski
Jego pierwsze sukcesy juniorskie to mistrzostwo Polski w tej kategorii wiekowej w jeździe indywidualnej na czas i wyścigu górskim w 1989. Był siedmiokrotnym mistrzem Polski seniorów – w wyścigu szosowym ze startu wspólnego w 1998, w jeździe indywidualnej na czas w 1993, w wyścigu parami (1990 i 1992 ze Zbigniewem Piątkiem, w 1996 z Dariuszem Baranowskim), w wyścigu drużynowym na 100 km (1992, 1994). Również siedmiokrotnie sięgał po wicemistrzostwo Polski – w jeździe indywidualnej na czas (1994, 1996, 1999), wyścigu górskim (1993), jeździe parami (1993 ze Zbigniewem Piątkiem, 1998 z Andrzejem Sypytkowskim) i wyścigu drużynowym na 100 km (1993). Czterokrotnie zdobywał brązowy medal mistrzostw Polski – w jeździe parami (1991 ze Zbigniewem Piątkiem, 1994, z Piotrem Chmielewskim), jeździe indywidualnej na czas (1995) i wyścigu górskim (1994).

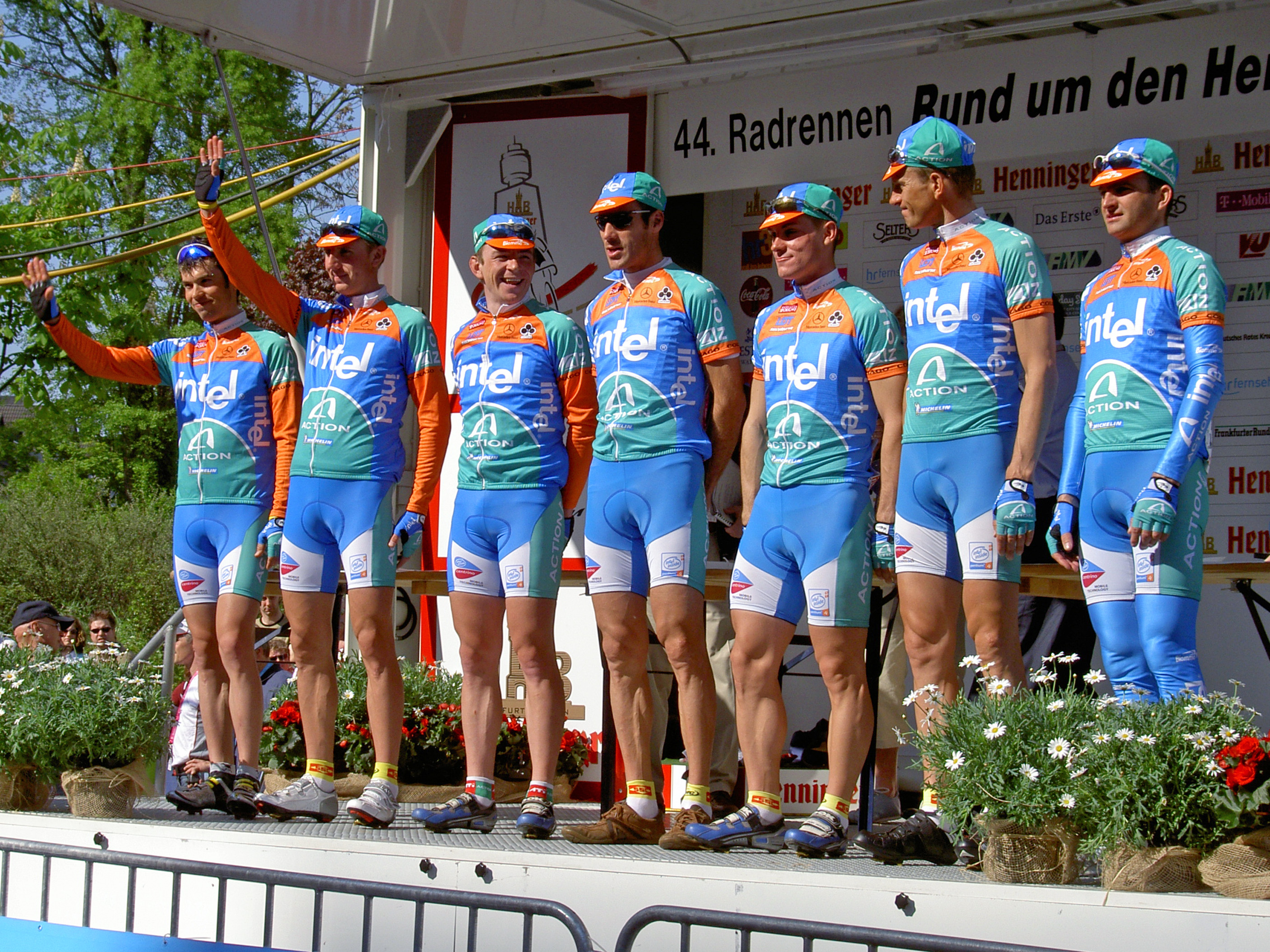
Tomasz Brożyna, pierwszy od prawej

#### Igrzyska Olimpijskie i Mistrzostwa świata
Dwukrotnie wystąpił na Igrzyskach Olimpijskich. W 1996 w Atlancie zajął 22. miejsce w jeździe indywidualnej na czas i 94. miejsce w wyścigu szosowym ze startu wspólnego. W 2004 w Atenach był 56 w wyścigu szosowym ze startu wspólnego. W mistrzostwach świata startował siedmiokrotnie; w wyścigu szosowym ze startu wspólnego: 1993 (amatorzy) – 35 m., 1994 (amatorzy) – nie ukończył, 1995 (amatorzy) – nie ukończył, 1996 (zawodowcy) – nie ukończył, 1998 – nie ukończył, 1999 – nie ukończył, 2002 – 90 m.; w jeździe indywidualnej na czas: 1994 (amatorzy) – 13 m., 1995 – 34 m., 1996 – 13 m., 1999 – 27 m., 2002 – 38 m., w wyścigu drużynowym na 100 km: 1993 (amatorzy) – 9 m.

#### Pozostałe wyścigi
Był zwycięzcą Tour de Pologne (1999), a ponadto w wyścigu tym zajmował także m.in. miejsca 3 (1990), 3 (1994), 5 (1995), 2 (2002), 9 (2003), 7 (2004) i wygrał etap w 1994. Był też zwycięzcą Wyścigu Solidarności i Olimpijczyków (1990, 1996, 1998, 1999), Tour of Hawaii (1994), Małopolskiego Wyścigu Górskiego (1995, 1999), Route du Sud (2000), Wyścigu dookoła Luksemburga (2006).
Startował także w Giro d’Italia (2000 – 39 m., 2003 – 31 m.), Tour de France (2001 – 21 m.) oraz ośmiokrotnie w Wyścigu Pokoju (1990 – 54 m., 1991 – 11 m., 1992 – 3 m., 1993 – 5 m., 1994 – 13 m., 1995 – 3 m., 1998 – 27 m., 1999 – 3 m. i wygrany etap).

## Działalność samorządowa
W 2002 bez powodzenia startował do sejmiku świętokrzyskiego jako kandydat Prawa i Sprawiedliwości z listy POPiS. W 2010 uzyskał mandat radnego gminy Bieliny z listy komitetu Rozwój i Współpraca. W 2014 z listy PiS uzyskał mandat radnego powiatu kieleckiego. W 2018 nie kandydował ponownie w wyborach.